# Peliala fuliginea
Peliala fuliginea är en fjärilsart som beskrevs av Hayes 1975. Peliala fuliginea ingår i släktet Peliala och familjen nattflyn. Inga underarter finns listade i Catalogue of Life.